# 2006年飓风克里斯蒂
飓风克里斯蒂（英語：Hurricane Kristy）是2006年太平洋飓风季持续时间相比较长的一个热带气旋。系统于8月30日经墨西哥西南方向近海的东风波发展形成，然后迅速增强并升级成飓风，达到风力时速130公里的最高强度。接下来由于水温降低，同时东北方向的飓风约翰还令风切变增多，克里斯蒂逐渐减弱。受转向气流弱化影响，气旋转向南面飘移，于9月2日降级成热带低气压。
次日，克里斯蒂一度重新增强成热带风暴，但很快就再度弱化成热带低气压。转向西进后，风暴外部环境略朝有利于热带天气系统发展的方向转变，气旋因此第三度成为热带风暴，但由于外部环境又变得不利，系统最终于9月9日消散。克里斯蒂自始至终没有对陆地构成任何影响，只不过一度对克拉里翁岛构成轻度威胁。此外在美国国家飓风中心位于东经140°以东的预警范围内，克里斯蒂也是本季持续时间最长的热带气旋。

## 形成
8月13日，一股东风波离开西非海岸向西移动，系统内有大规模的下层云系漩涡，用了一个多星期时间经过大西洋和加勒比海，于8月22日穿越中美洲。8月29日，系统的组织结构有所改善，内部有大规模低气压区和雷暴活动存在。对流持续存在并进一步组织，美国国家飓风中心于协调世界时8月30日凌晨0点将位于下加利福尼亚半岛最南端西南方向约970公里海域的系统归类为2006年太平洋飓风季第十二号热带低气压。
成为热带气旋后，低气压遇到少量东向风切变，导致环流以西的对流出现扭曲。不过，气象机构认为外部环境总体有利于系统强化，预计低气压会达到风速每小时85公里的最高强度后再减弱。气旋沿高压脊的南部边缘缓慢向西北方向移动，并在环流中心上空的对流得以增长后迅速增强成热带风暴。风切变这时已经变得非常少，系统行经洋面的水温也很高，预计风暴会迅速强化至飓风标准。到了8月30日晚，对流已经逐渐将环流中心包裹起来，风暴中的眼状特征时隐时现。克里斯蒂继续组织，在成形约30小时后于8月31日清晨升级成飓风。达到飓风标准约6小时后，卫星图像上已经可以看到明显的眼状特征，估计飓风已在下加利福尼亚州最南端的西南方向约880公里海域达到持续风速每小时130公里的最高强度。不过，从卫星获得的数据估算，克里斯蒂有可能是风力时速达170公里的二级飓风，也有可能只达到热带风暴标准。

## 逐渐减弱及消亡
接下来，位于克里斯蒂以东的强劲飓风约翰的外流导致风切变有所增长，同时，克里斯蒂行经洋面的水温也有所降低，风暴在卫星图像上开始变得模糊不清。与此同时，转向气流有所减弱，气旋接下来的动向也难以确认，美国国家飓风中心预计飓风会缓慢西进并在4天内逐渐消散。不过，也有其他多个飓风模型预计克里斯蒂会向西南方向移动，还有两个模型预测风暴会同飓风约翰发生藤原效应，最终克里斯蒂会被约翰吸收。9月1日，飓风降级成热带风暴，并且减弱速度还因干燥空气侵入而加快。受北侧高压脊增强影响，气旋转向东南。9月2日，环流从对流中暴露出来，美国国家飓风中心预计系统会在24小时内退化成残留低气压。当晚，克里斯蒂又降级成热带低气压。

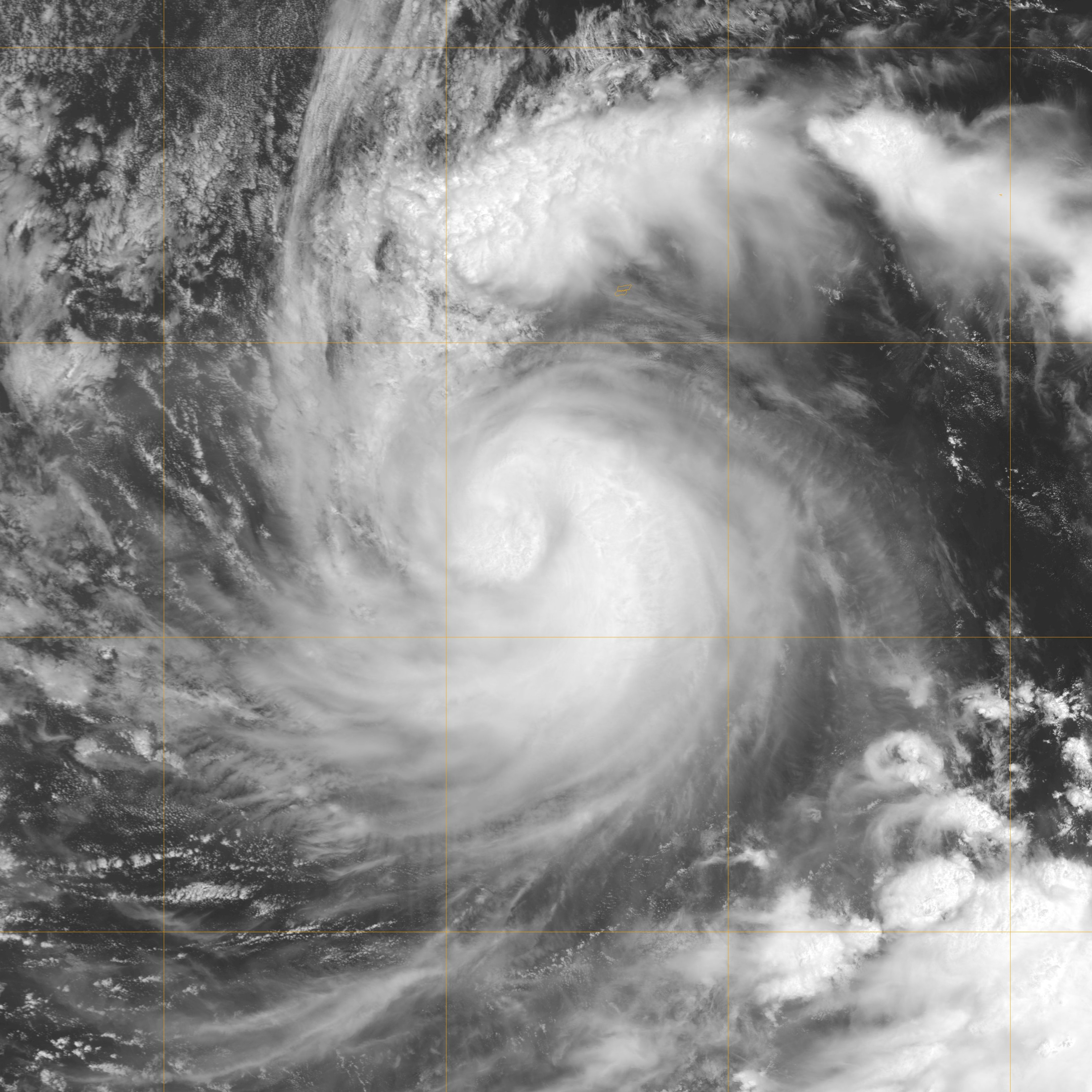
克里斯蒂成形后不久的卫星图像

到9月3日时，热带低气压克里斯蒂内已经连续近18小时没有持续存在的深层对流。但过了一段时间，其中心围绕的雷暴又有增长，还逐渐发展出浅层眼状特征。对流沿环流的西部边缘持续，估计气旋在首度降级成热带低气压约24小时后又再度增强成热带风暴。与此同时，克里斯开始稳步向西南方向前进。随着持续存在的风切变令对流减弱，令中心同雷暴完全分离，风暴的这次重新增强过程只持续了很短的时间。9月4日，气旋再度降级成热带低气压，气象机构估计系统很快就会消散，但也有可能随间歇性的对流爆发而重新发展。9月5日，对流出现爆发并围绕中心持续存在，确保克里斯蒂第3次升级成热带风暴。风切变这时已经减少，风暴转向西进，行经洋面水温偏高，预计克里斯蒂会在接下来5天内保持热带风暴强度。保持热带风暴强度向西移动期间，克里斯蒂的雷暴活动一度表现出逐渐组织成联结带的迹象，美国国家飓风中心预计气旋很可能会有进一步强化，风力时速有望达到95公里。然后，雷暴活动在9月6日大幅消减，这主要是因为受到干燥空气的侵蚀，气旋随即第3次也是最后一次弱化成热带低气压。气象机构的其中一份预测认为，克里斯蒂会行进至西经140°以西，进入中太平洋飓风中心预警责任区。但低气压实际上未能维持组织结构这么长时间，只过了两天就于9月8日退化成残留低气压。低气压转向西南，于9月9日在夏威夷岛东南方向约2400公里海域退化成东风波，这里已是下加利福尼亚半岛最南端的西南方向约2600公里外。系统残留继续西进，气象部门一度以为东风波又在中太平洋发展成第二号热带低气压，但经过飓风季后的重新分析，中太平洋飓风中心认定两个天气系统间没有继承关系。